# Savusavu
Savusavu, Sawusawu – miasto na Fidżi; na wyspie Vanua Levu; (Dystrykt Północny; prowincja Cakaudrove). Według danych szacunkowych na rok 2009 liczy 7446 mieszkańców. Znajduje się tu port lotniczy Savusavu.